# Ваяне (Гаваї)
Ваяне (англ. Waianae) — переписна місцевість (CDP) в США, в окрузі Гонолулу штату Гаваї. Населення — 13 614 особи (2020).

## Географія
Ваяне розташований за координатами 21°27′6″ пн. ш. 158°10′56″ зх. д. / 21.45167° пн. ш. 158.18222° зх. д. (21.451627, -158.182357).  За даними Бюро перепису населення США в 2010 році переписна місцевість мала площу 18,24 км², з яких 13,88 км² — суходіл та 4,36 км² — водойми.

## Демографія
Згідно з переписом 2010 року, у переписній місцевості мешкало 13 177 осіб у 2980 домогосподарствах у складі 2523 родин. Густота населення становила 722 особи/км².  Було 3283 помешкання (180/км²).
Расовий склад населення:
| - 30,6 % — вихідців з тихоокеанських островів - 14,5 % — азіатів - 8,3 % — білих - 0,8 % — чорних або афроамериканців - 0,2 % — корінних американців |

До двох чи більше рас належало 44,8 %. Частка іспаномовних становила 15,9 % від усіх жителів.
За віковим діапазоном населення розподілялося таким чином: 32,5 % — особи молодші 18 років, 58,4 % — особи у віці 18—64 років, 9,1 % — особи у віці 65 років та старші. Медіана віку мешканця становила 29,8 року. На 100 осіб жіночої статі у переписній місцевості припадало 97,6 чоловіків;  на 100 жінок у віці від 18 років та старших — 93,2 чоловіків також старших 18 років.
Середній дохід на одне домашнє господарство  становив 72 443 долари США (медіана — 60 345), а середній дохід на одну сім'ю — 76 769 доларів (медіана — 67 727). Медіана доходів становила 45 494 долари для чоловіків та 31 618 доларів для жінок. За межею бідності перебувало 29,0 % осіб, у тому числі 38,0 % дітей у віці до 18 років та 7,9 % осіб у віці 65 років та старших.
Цивільне працевлаштоване населення становило 5099 осіб. Основні галузі зайнятості: освіта, охорона здоров'я та соціальна допомога — 18,7 %, роздрібна торгівля — 12,7 %, мистецтво, розваги та відпочинок — 11,6 %.

## Відомі люди
Народились
- Макс Голловей (нар. 1991) — американський боєць змішаних бойових мистецтв.